# دانيال بونا
دانيال بونا هو لاعب كرة قدم ومدرب كرة قدم روماني في مركز الوسط، ولد في 1 يونيو 1969 في هونيدوارا في رومانيا. لعب مع FC Corvinul Hunedoara ‏.

## وصلات خارجية
- دانيال بونا على موقع قاعدة بيانات كرة القدم.إي يو (الإنجليزية)
- دانيال بونا على موقع Soccerway.com (الإنجليزية)
- دانيال بونا على موقع عالم كرة القدم.نت (الإنجليزية)